# Digital Homicide Studios
Digital Homicide Studios L.L.C.は、かつてアメリカ合衆国のアリゾナ州ユマを拠点にしていたコンピュータゲーム開発会社であり、2014年6月11日にジェームズとロバートのロマイン兄弟によって設立されたこの企業はImminent Uprising や ECC Games（のちにポーランドにある同名の企業から抗議を受けた後は "Every Click Counts Games"に改名）といった多数の変名を用いてコンピュータゲームの販売を行っていた。
2014年8月14日にはデビュー作であるForsaken Uprisingがアーリーアクセスという形で、ダウンロード販売サービスSteamで配信開始され、同年12月3日には製品として配信された。
2016年、Digital Homicideは、同社の第二作The Slaughtering Groundsを酷評したコンピュータゲームの批評家ジム・スターリングから中傷を受けたとして、1500万USドルの損害賠償を求める訴訟を起こした。
また、同社のソフトに対して否定的な評価を下したSteamのユーザー100人から個人攻撃を受けたとして、彼らに対しても1800万USドルの損害賠償を求める訴訟を起こした。
これを受け、Steamの運営元であるValve Corporationは、「顧客に対して敵対的な態度をとったDigital Homicideとの取引を停止した」として、SteamからDigital Homicideの製品をすべて削除した。その結果、いずれの訴訟も取り下げとなった。

## 訴訟
Digital Homicideは、2014年10月31日に初めての製品版となるThe Slaughtering Groundsを発売した。
当初、このゲームはあまり注目されなかったが、元エスケーピストのライターであるジム・スターリングが貧相なグラフィックと多数のバグ、操作性の悪さ、短いループの繰り返しであるBGM、そして既存のものを使っただけのモデルとテクスチャについて酷評した挙句、「新たなるクソゲー・オブ・ザ・イヤー2014候補（ "new 'worst game of 2014' contender"）」と名付けたことにより、注目を集めた。さらにスターリングは、Steam上のレビューページから否定的なレビューを消したり、自社作品を批判したユーザーのアクセスを禁じるといったDigital Homicideの姿勢についても批判した。
これを受けたDigital Homicideはスターリングに対して著作権侵害を理由とした権利者削除を申請した。
2016年3月4日、ジェームズ・ロマインはスターリングから激しい中傷を受けたとして、1,000万USドル（のちに1,500万USドルに引き上げ）の損害賠償を求める訴訟を起こした。
同年9月12日には、Digital Homicideの作品について否定的な評価を下したSteamユーザー100人から個人攻撃を受けたとして、1,800万USドルの損害賠償を求める訴訟を起こし、 Steamの運営元であるValve Corporation に対しては、これら100人のユーザーの個人情報を確認するための召喚状を要求した。これに対し、Valveは「顧客を敵に回すようなDigital Homicideとの取引を停止した」として、Digital Homicideの全製品（ゲーム本体：21本、ダウンロードコンテンツ：15本）をSteam上から削除した。同年10月2日、設立者の一人であるジェームズ・ロマインは「Steamから自社製品がすべて削除された結果、商売が成り立たなくなった」と述べ、Steamユーザーに対する訴訟を取り下げた。
訴訟と技術面の双方で行き詰まりをみせてから何か月かした2017年2月、ジェームズ・ロマインはスターリングの弁護士との訴訟を取り下げることに合意した。
ジェームズはこの訴訟を取り下げ、もうスターリングを訴えるつもりはないとし、二度とスターリングがフェアユースかどうか考えることなくデジタル・ミレニアム著作権法違反でほかの動画を訴えることはしないとした。

## 開発作品
| 発売年 | 作品名                              | 開発会社として使用された名義          | 販売会社として使用された名義 | 発売日         |
| ------ | ----------------------------------- | ------------------------------------- | ---------------------------- | -------------- |
| 2014   | The Slaughtering Grounds            | Imminent Uprising                     | Digital Homicide Studios     | 2014年10月31日 |
| 2014   | Forsaken Uprising                   | Imminent Uprising                     | Digital Homicide Studios     | 2014年12月3日  |
| 2015   | Temper Tantrum                      | Digital Homicide Studios              | Digital Homicide Studios     | 2015年5月22日  |
| 2015   | Deadly Profits                      | Digital Homicide Studios              | Digital Homicide Studios     | 2015年5月29日  |
| 2015   | Medieval Mercs                      | Digital Homicide Studios              | Digital Homicide Studios     | 2015年7月1日   |
| 2015   | Devils Share                        | Every Click Counts Games（ECC Games） | Game Portal Publishing       | 2015年7月31日  |
| 2015   | Attrition: Nuclear Domination       | Micro Strategic Game Designs          | Micro Strategic Game Designs | 2015年8月7日   |
| 2015   | Galactic Hitman                     | Every Click Counts Games（ECC Games） | Game Portal Publishing       | 2015年9月17日  |
| 2016   | Krog Wars                           | Digital Homicide Studios              | Digital Homicide Studios     | 2016年4月12日  |
| 2016   | Starship: Nova Strike               | Digital Homicide Studios              | Digital Homicide Studios     | 2016年4月12日  |
| 2016   | Dungeons of Kragmor                 | Digital Homicide Studios              | Digital Homicide Studios     | 2016年4月29日  |
| 2016   | Mini Attack Submarine               | Digital Homicide Studios              | Digital Homicide Studios     | 2016年5月27日  |
| 2016   | Winged Knights: Penetration         | Digital Homicide Studios              | Digital Homicide Studios     | 2016年5月27日  |
| 2016   | Withering Kingdom: Arcane War       | Digital Homicide Studios              | Digital Homicide Studios     | 2016年5月27日  |
| 2016   | Wyatt Derp                          | Digital Homicide Studios              | Digital Homicide Studios     | 2016年5月27日  |
| 2016   | Wyatt Derp 2: Peacekeeper           | Digital Homicide Studios              | Digital Homicide Studios     | 2016年5月27日  |
| 2016   | The Decimation of Olarath           | Digital Homicide Studios              | Digital Homicide Studios     | 2016年6月17日  |
| 2016   | Gnarltoof's Revenge                 | Digital Homicide Studios              | Digital Homicide Studios     | 2016年6月17日  |
| 2016   | Paranormal Psychosis                | Digital Homicide Studios              | Digital Homicide Studios     | 2016年6月20日  |
| 2016   | Withering Kingdom: Flurry of Arrows | R. Romine                             | R. Romine                    | 2016年8月26日  |
| 2016   | Operation: Global Shield            | J. Romine                             | Digital Homicide Studios     | 2016年9月2日   |